# Frühlingsfest

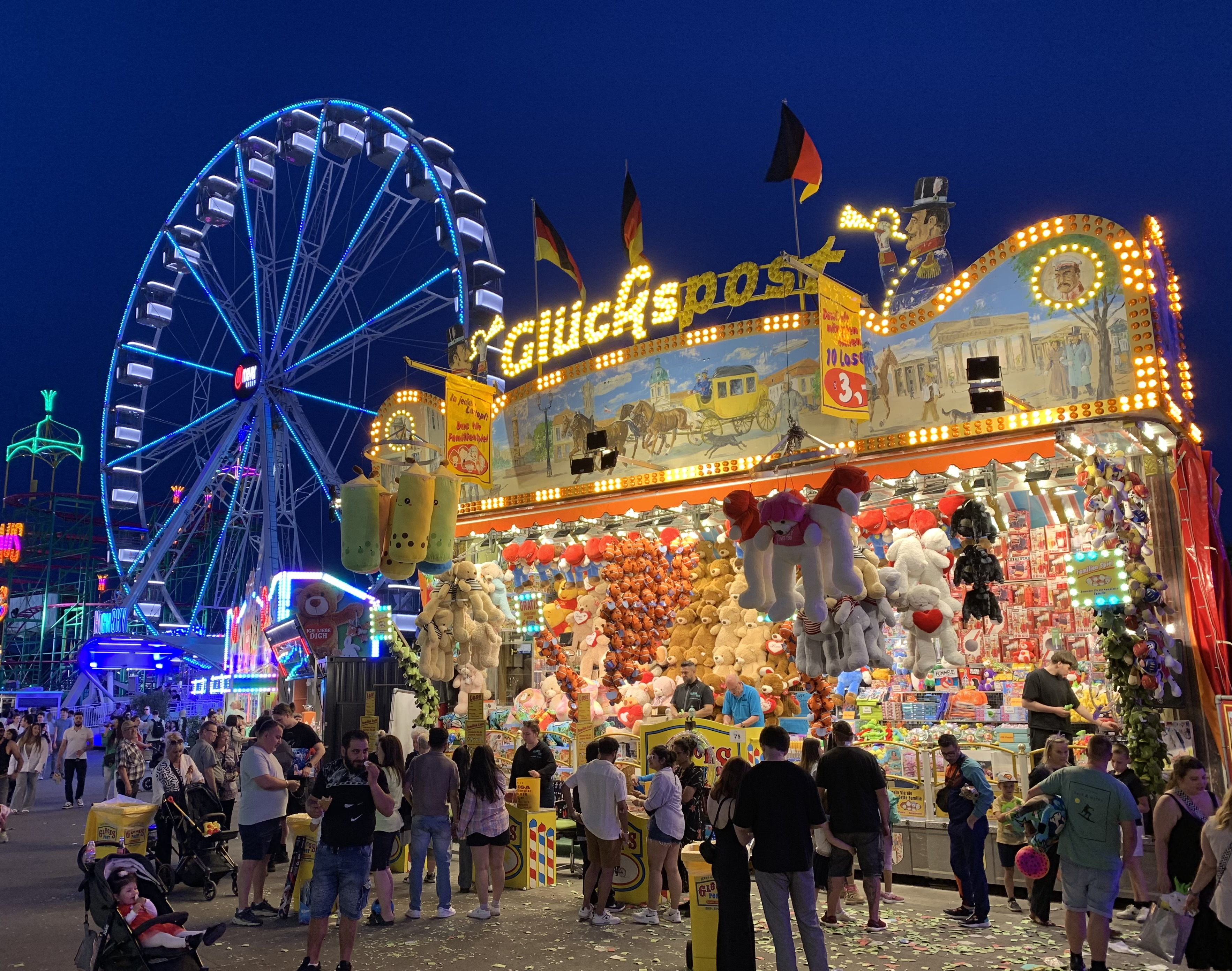
Das 52. Berliner Frühlingsfest

Als Frühlingsfest werden in vielen Kulturen Feierlichkeiten zur Begrüßung des Frühlings bezeichnet. Aufgrund der klimatischen Bedingungen sind Frühlingsfeste vor allem in gemäßigten Breiten zu finden. In Mitteleuropa bezeichnet das Wort auch im Frühjahr stattfindende Volksfeste.

## Volksbräuche
In den christlichen Osterbräuchen findet man viele Elemente, die wie bei anderen Frühlingsfesten das Wiedererwachen der Natur und die Fruchtbarkeit symbolisieren, etwa blühende Zweige, Ostereier und Osterhasen.
In einigen Ländern, Bulgarien, Moldawien, Nordmazedonien und Rumänien, werden hiermit spezielle Bräuche um weiße und rote Fäden verknüpft. Hier zählt z. B. die erste Blüte, die erste Sichtung einer Schwalbe. 2017 wurden diese Kulturellen Bräuche in Verbindung mit dem 1. März von der UNESCO in die Repräsentative Liste des immateriellen Kulturerbes der Menschheit aufgenommen.

## Frühlingsfeste zur Feier des Frühlingsbeginns

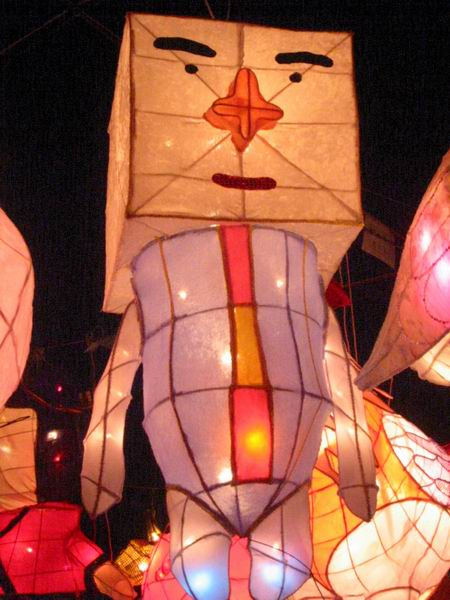
Laternen beim taiwanischen Frühlingsfest

In vielen Kulturen ist das Frühlingsfest zugleich Neujahrsfest wie z. B. in allen Ländern Zentralasiens und auf dem indischen Subkontinent.
Typische Frühlingsfeste sind das altiranische Neujahrs- und Frühlingsfest Nouruz der Perser, Kurden und der Turkvölker Zentralasiens oder das chinesische Neujahrsfest. Ähnlich wie das altiranische Nouruz ist das indische Frühlingsfest Holi. Seit 1961 feiert man das Festival der Blumen in Usbekistan. Heidnischen Ursprungs ist das albanische Fest Dita e Verës. Zu den historischen Frühjahrsfesten gehören auch das keltisch-irische Beltane und die Walpurgisnacht.

## Frühjahrs-Volksfeste
In mehreren deutschen und schweizerischen Städten heißen im Frühjahr stattfindende Volksfeste offiziell oder umgangssprachlich „Frühlingsfest“. In Eisenach heißt es Sommergewinn. Das Wort im Namen tragen das Münchner Frühlingsfest, das Nürnberger Frühlingsfest und das Frühlingsfest Hannover. Europas größtes Frühlingsfest ist das Stuttgarter Frühlingsfest. In Zürich heißt das Frühlingsfest Sechseläuten.